# Brouwerij Van Honsebrouck
La Brouwerij Van Honsebrouck ou Brasserie Van Honsebrouck est une brasserie située à Ingelmunster en Belgique. On y brasse principalement les marques de bières : Kasteel, St-Louis, Brigand et Bacchus.

## Histoire
La famille Van Honsebrouck brasse depuis le XIXe siècle. Amandus Van Honsebrouck fonde sa brasserie à Werken. Ensuite son fils Émile lui succède et fonde en 1900 la brasserie Sint-Jozef à Ingelmunster. Paul et Ernest, leurs fils, poursuivent l'activité familiale. En 1986, la famille du brasseur a fait l’acquisition du château situé dans la commune mentionnée,. La bière Kasteel (en néerlandais : château) est créée à cette occasion. En 2001 un incendie ravagea le musée-brasserie.
La famille en profite pour rénover son infrastructure et moderniser son brassage. On peut aujourd'hui visiter le château et la brasserie qui se trouve à proximité du château dans la rue Oostrozebekestraat. Depuis 2009, la brasserie est dirigée par Xavier Van Honsebrouck qui est le septième brasseur de la famille et le quatrième à la diriger. Il décide de brasser la Cuvée du Château, une Kasteel brune de 10 ans d'âge.
La brasserie a fait partie de l'association brassicole Belgian Family Brewers jusqu'en 2016.
En 2018, Vanhonsebrouck a brassé 133 000 hectolitres de bière, ce qui représente une augmentation de 13% des ventes par rapport à l’année précédente, 2017.
La Brasserie Van Honsebrouck a participé au Belgian Beer Week du 20 mai au 26 mai 2024 qui s'est déroulé au Canada.

## Bières

### Kasteel
Cette bière est déclinée en 6 types :
- Kasteel Hoppy, une bière blonde titrant 6,5 % en volume d'alcool[8];
- Kasteel Donker, une bière brune titrant 11 % en volume d'alcool ;
- Kasteel Rouge, est un mélange de Kasteel Donker et de liqueur de cerises titrant 8,5% en volume d'alcool[9];
- Kasteel Tripel, une bière blonde triple titrant 11 % en volume d'alcool ;
- Kasteel Blond, une bière blonde titrant 7 % en volume d'alcool ;
- Cuvée du Château Kasteel, une Kasteel Donker vieillie pendant 10 ans dans les caves du château et titrant 11 % en volume d'alcool.

### St-Louis
Cette bière à fermentation spontanée est déclinée en 6 produits à base de lambics :
- St-Louis Fond Tradition : produit artisanal très typé (4,5 % vol. alcool) ;
- St-Louis Kriek Lambic : mélange de lambic et pulpe de fruits (griottes) (4 % vol. alcool) ;
- St-Louis Premium Gueuze : gueuze jeune (4,5 % vol. alcool) ;
- St-Louis Premium Kriek : gueuze et jus de cerise (3,2 % vol. alcool) ;
- St-Louis Premium Pêche : gueuze et jus de pêche (2,6 % vol. alcool) ;
- St-Louis Premium Framboise : gueuze et jus de framboises (2,8 % vol. alcool).

### Brigand
La Brigand classique (9 % vol. alcool) est une blonde. On trouve parfois la Brigand IPA (India Pale ale) qui est une ambrée.

### Bacchus
La Bacchus Vlaams Oud Bruin est une bière rouge brun de type vieille brune flamande titrant 4,5 % en volume d'alcool.

### Passchendaele
La Passchendaele est bière blonde de haute fermentation avec une faible teneur en alcool (5,2 % vol.).

### Trignac XII
La Trignac XII (12 % vol.) est une bière blonde triple mûrie en fûts de Cognac et produite en série limitée.

### Filou
La Filou (8.5 % vol.) est une bière blonde brassée avec des houblons aromatiques belges et tchèques.